# Яундеська конвенція
Яундеська конвенція (Yaounde Convention) — перша угода про партнерство між Європейською економічною спільнотою (ЄЕС) й Асоціацією країн Африки та Мадагаскару (АКАМ), підписана 1963 року в столиці Камеруну місті Яунде. Конвенція надавала країнам АКАМ певні преференції у торгівлі з ЄЕС. Охоплювала період з 1964 по 1969 роки; потім була укладена друга Яундеська конвенція, яку замінила 1975 року Ломеська, а пізніше — Котонуська конвенція.